# Бертиго (Виченца)
Бертиго је насеље у Италији у округу Виченца, региону Венето.
Према процени из 2011. у насељу је живело 61 становника. Насеље се налази на надморској висини од 1092 м.